# Martin, Hampshire
Martin är en ort och civil parish i Storbritannien.   Den ligger i grevskapet Hampshire och riksdelen England, i den södra delen av landet, 140 km väster om huvudstaden London. Martin ligger 64 meter över havet och antalet invånare är 398.
Terrängen runt Martin är platt. Runt Martin är det ganska tätbefolkat, med 230 invånare per kvadratkilometer. Närmaste större samhälle är Salisbury, 13,0 km nordost om Martin. Trakten runt Martin består till största delen av jordbruksmark.